# Дмитриевская улица (Киев, Шевченковский район)
Дми́триевская у́лица (укр. Дми́трівська ву́лиця) — улица в Шевченковском районе города Киева, местности Лукьяновка, Солдатская слободка. Пролегает от площади Победы до Лукьяновской площади.
К улице примыкают бульвар Тараса Шевченко, улицы Олеся Гончара, Бульварно-Кудрявская, Павловская, Речная, Полтавская, Вячеслава Черновола, Николая Кравченко, Коперника и Дегтярёвская.

## История
Улица возникла под современным названием в середине XIX века на Солдатской слободке. Название, по одной из версий, происходит от фамилии киевского купца Дмитриева, который проживал в этом районе. С 1939 года имела название улица Менжинского, в честь советского государственного и партийного деятеля Вячеслава Менжинского (1874—1934). Историческое название улицы было возвращено в 1993 году.

## Застройка
Улица начала застраиваться во второй половине XIX века, преимущественно одно- и двухэтажными «образцовыми» зданиями. Большую часть старой застройки снесли в 1980-х годах. Сохранились старые дома № 19 (особняк, арх. А. Ф. Краусс), 19-А и 19-Б (1901—1902 годы, стиль «историзм»), 21, 23, 25, 33 (доходный дом), 35-А (конец XIX — нач. XX в., Эклектический стиль), 52 (1903 г., «ренессанс)», 54, 37 (1910-е годы), 58, 21/38, 62/20 (1912—1913 годы), 64, 102 и 104.
Дом № 60/19 снесен 20-31 мая 2016 года.

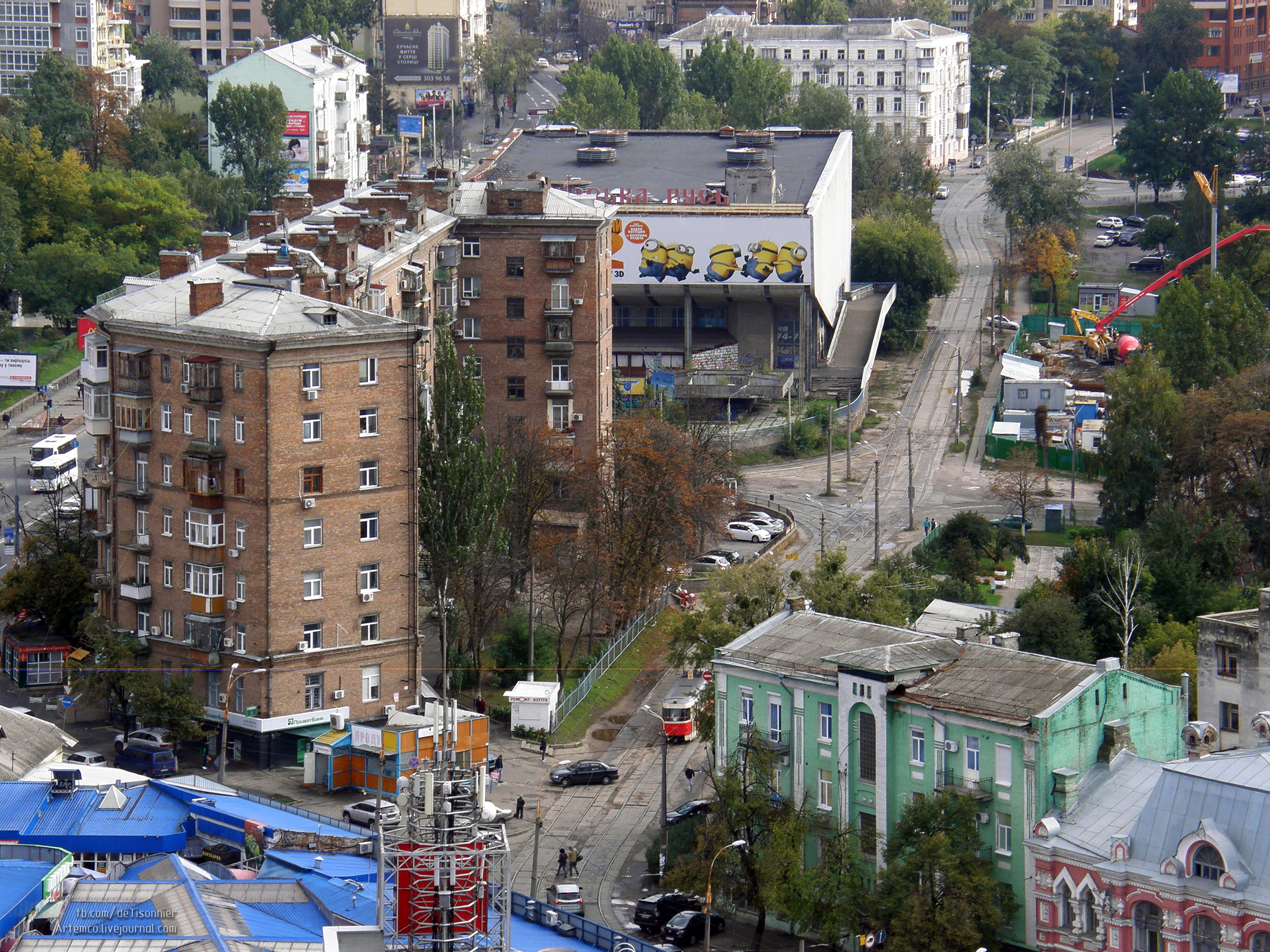
Конец Дмитриевской улицы

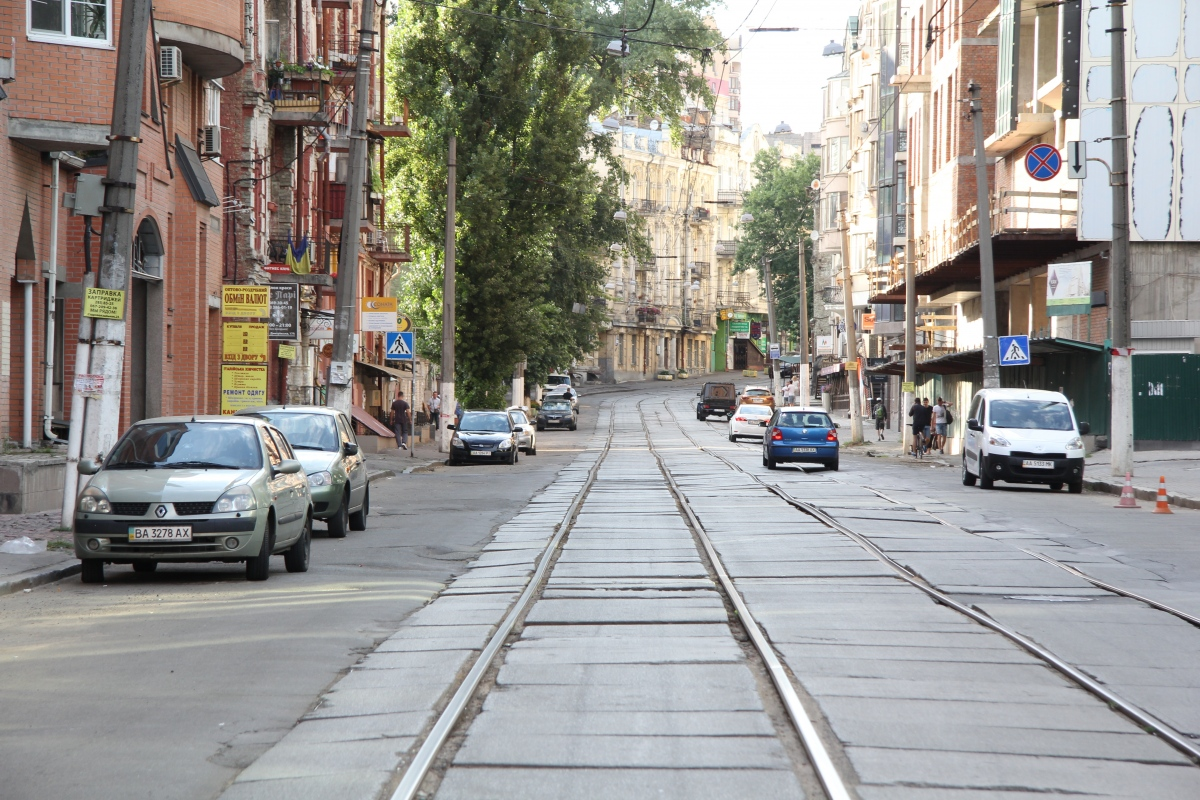
Трамвайная линия на улице

В 1990-х — 2000-х годах улица была застроена современными многоэтажными жилыми зданиями.

## Учреждения
- Почётное консульство Бенина (дом № 9-11)
- Почётное консульство Кипра (дом № 18/24)
- Гостиница артистов цирка (дом № 27)
- Телеканал «Интер» (дом № 30)
- Почётное консульство Иордании (дом № 48-Г)
- Киевский межотраслевой институт повышения квалификации (дом № 71)